# Henri Giddelo

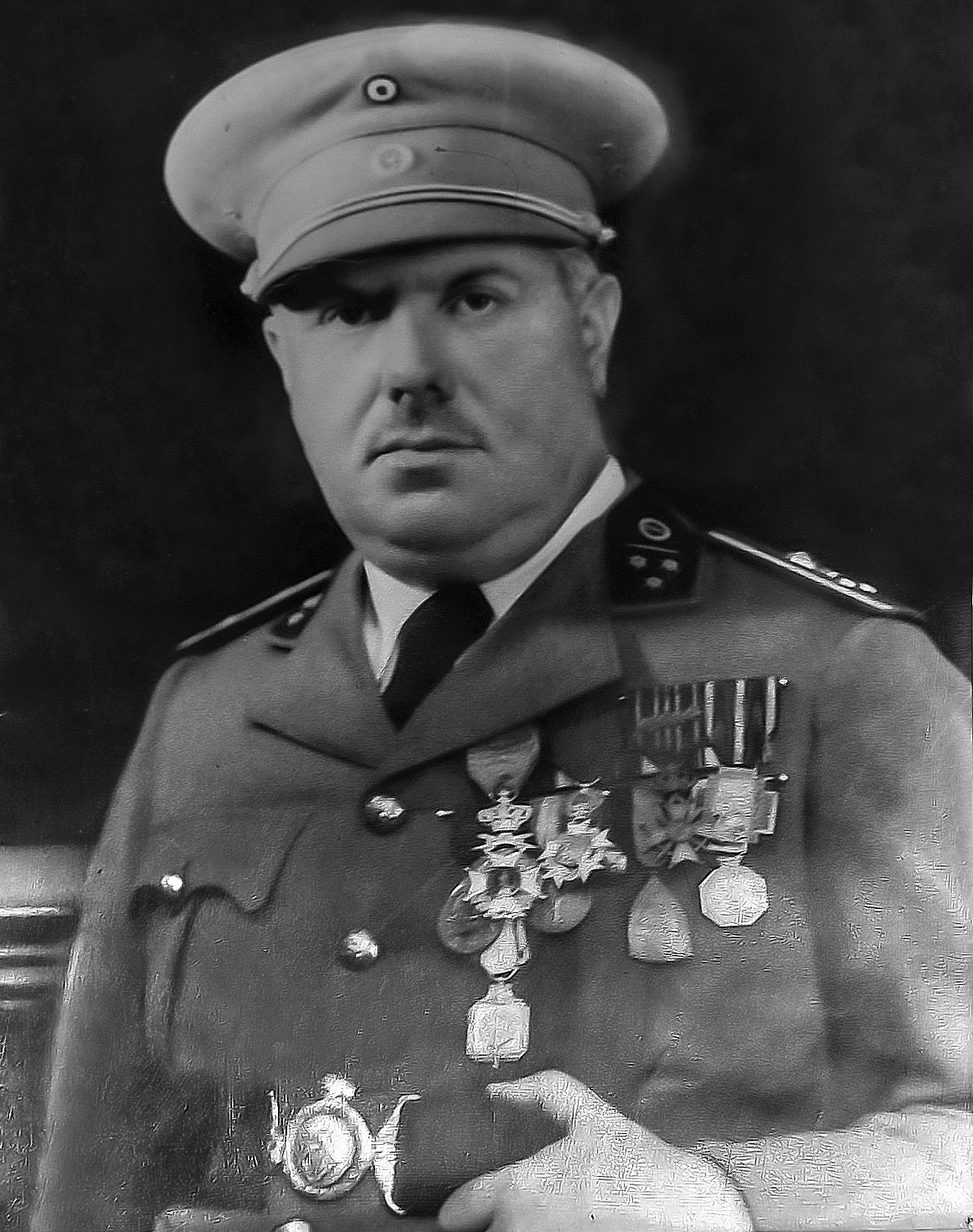
Henri Giddelo

Henri Elise Lambert Giddelo (23 mei 1894 - 10 mei 1940) was kapitein-commandant van de 5e Compagnie Grenswielrijders, een onderdeel van de Grenswielrijders van het Belgische leger. Hij had als opdracht om de bunkers te verdedigen tussen Vucht en Vroenhoven. Henri Giddelo kwam om op 10 mei 1940 om 4u30, samen met vijf andere militairen toen vier Stuka's van de Luftwaffe zijn commandopost, de kazerne de Caritat de Peruzzis te Lanaken bombardeerden.
Henri Giddelo had zich onderscheiden tijdens de Eerste Wereldoorlog. 

## Henri Giddelo en de Tweede Wereldoorlog
Hij had in 1940 drie pelotons onder zijn bevel:
- peloton Boyen (1Pl) -  in reserve gehouden in de kazerne te Lanaken
- peloton Romedenne (2Pl) - bewaakt de brug van Tournebride en de sluis van Neerharen
- peloton de Lichtervelde (3Pl)- bewaakt de sluis, de spoorbrug bij Gellik en de brug bij Briegden en de bewakingsdetachementen bij de bruggen van Veldwezelt en Vroenhoven.

Henri Giddelo had de autoriteit om de bruggen van Vroenhoven en Veldwezelt op te blazen. Hij delegeerde die beslissing niet naar een lager echelon omdat men dacht dat er tijd genoeg zou zijn zodra men de Duitse Wehrmacht doorheen Nederland zou zien oprukken. Aan een aanval met troepen in zweefvliegtuigen had niemand gedacht en ze waren nooit eerder ingezet bij een oorlogshandeling.  
Bij het bombardement op 10 mei werden de telefooncentrale en de verbindingen naar de manschappen aan de bruggen en bunkers vernield. Hierdoor waren de grenswielrijders op zichzelf aangewezen en moesten de beslissing nemen om de bruggen over het Albertkanaal al dan niet te vernietigen. De bruggen bij Vucht, Mechelen-aan-de-Maas, Boorsem, Oud-Rekem, Neerharen, Tournebride en Lanaken werden opgeblazen. De bruggen bij Vroenhoven en Veldwezelt vielen intact in de handen van het leger van Nazi-Duitsland. 
Het nabijgelegen fort Eben-Emael viel ook op 11 mei 1940 in Duitse handen. 
In Lanaken is een straat naar hem genoemd, de Commandant Giddelostraat. Op het Molenweideplein staat zijn gedenkteken.

## Galerij

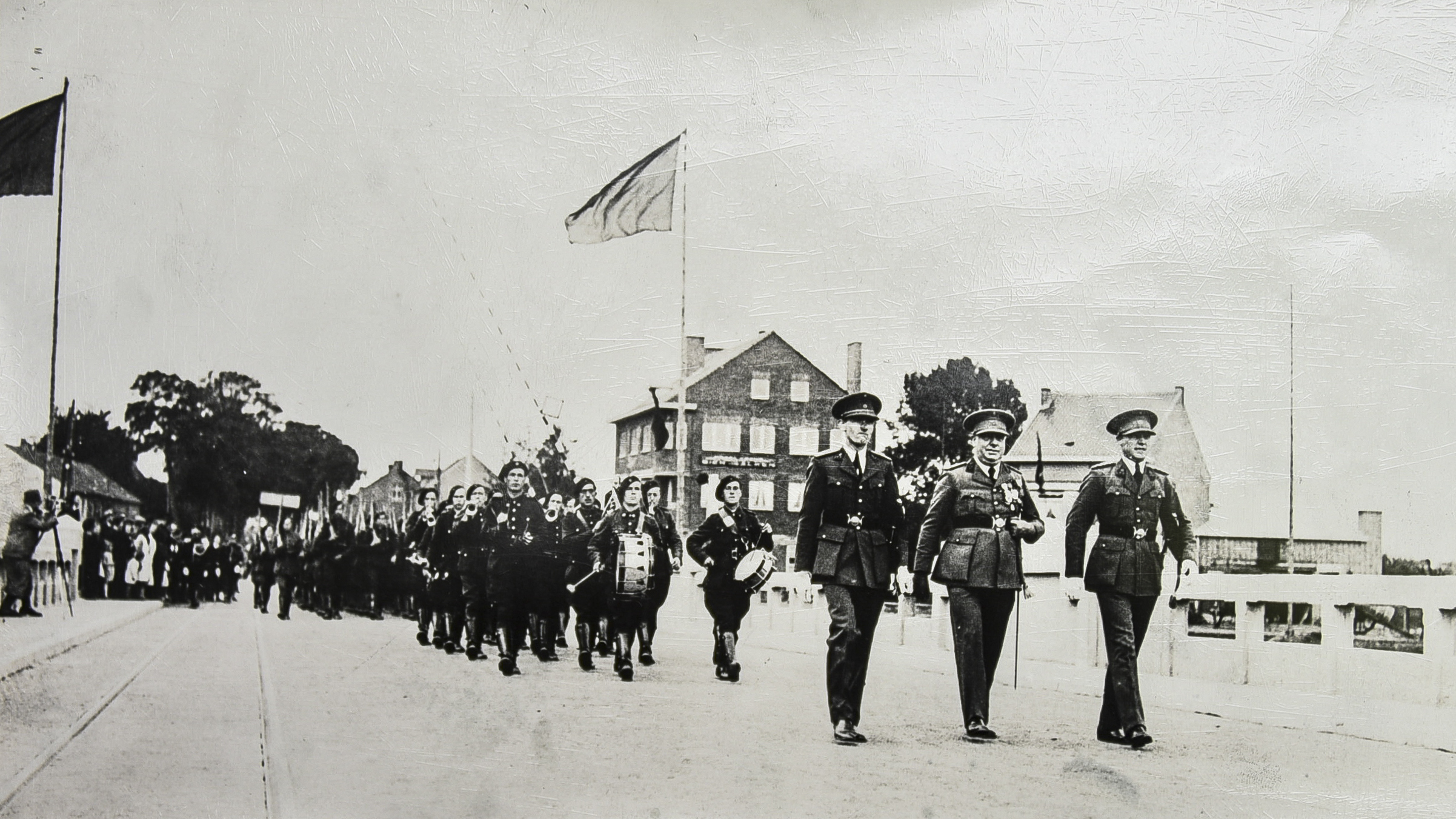
Henri Giddelo met luitenanten Busseniers (links) en Manteleers op de brug bij Briegden
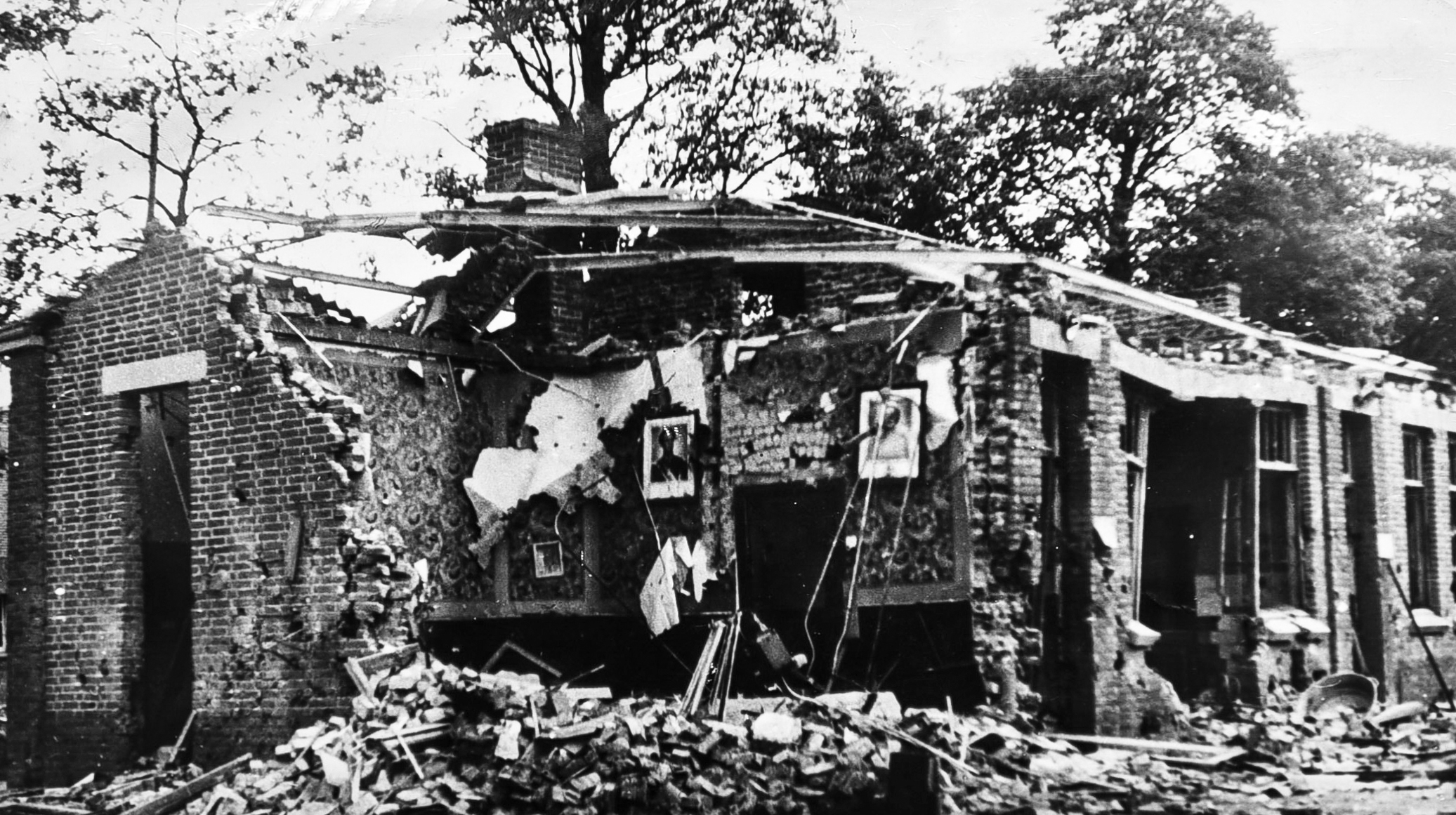
Kazerne de Caritat de Peruzzis op 10 mei 1940
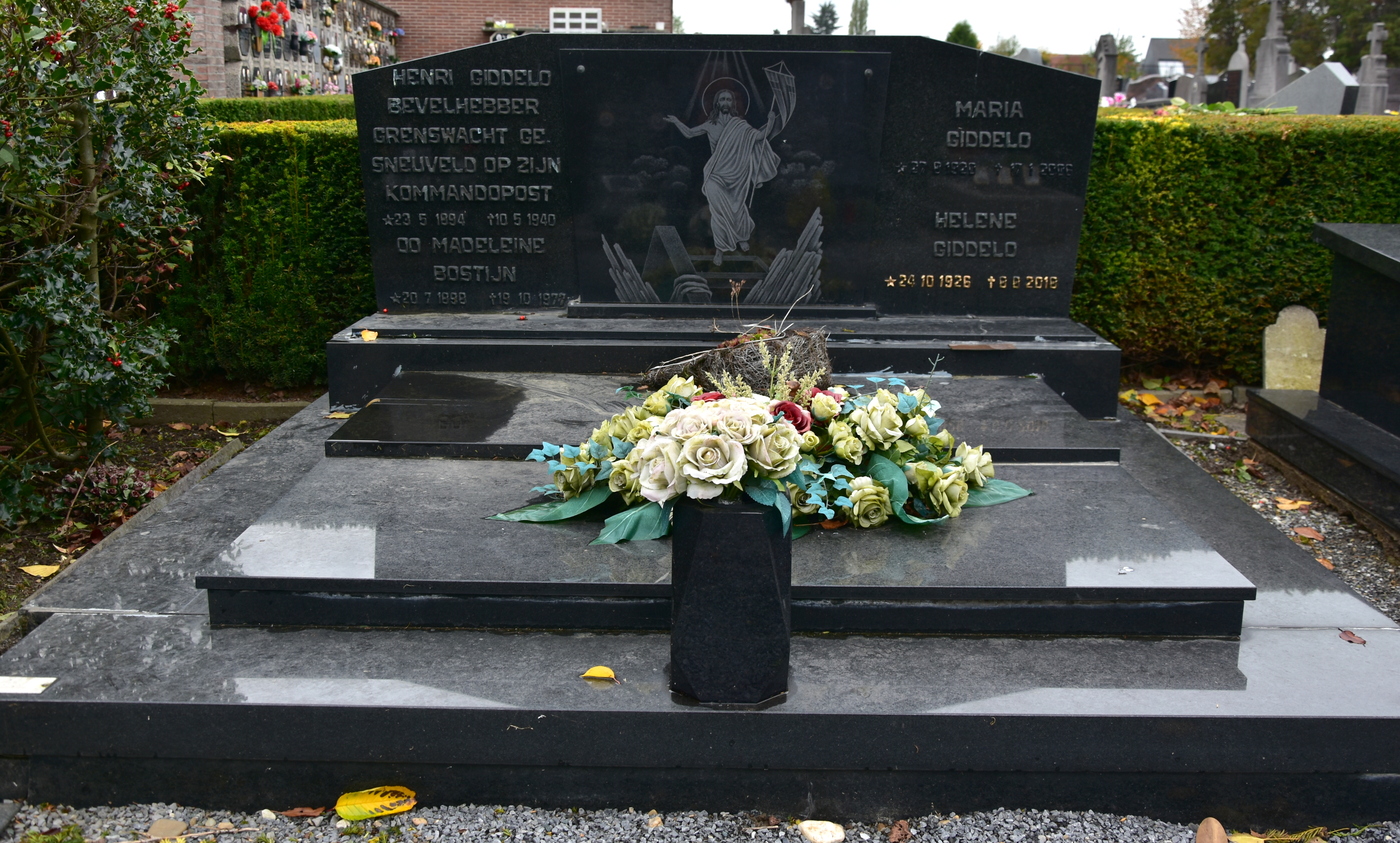
Graf van Henri Giddelo
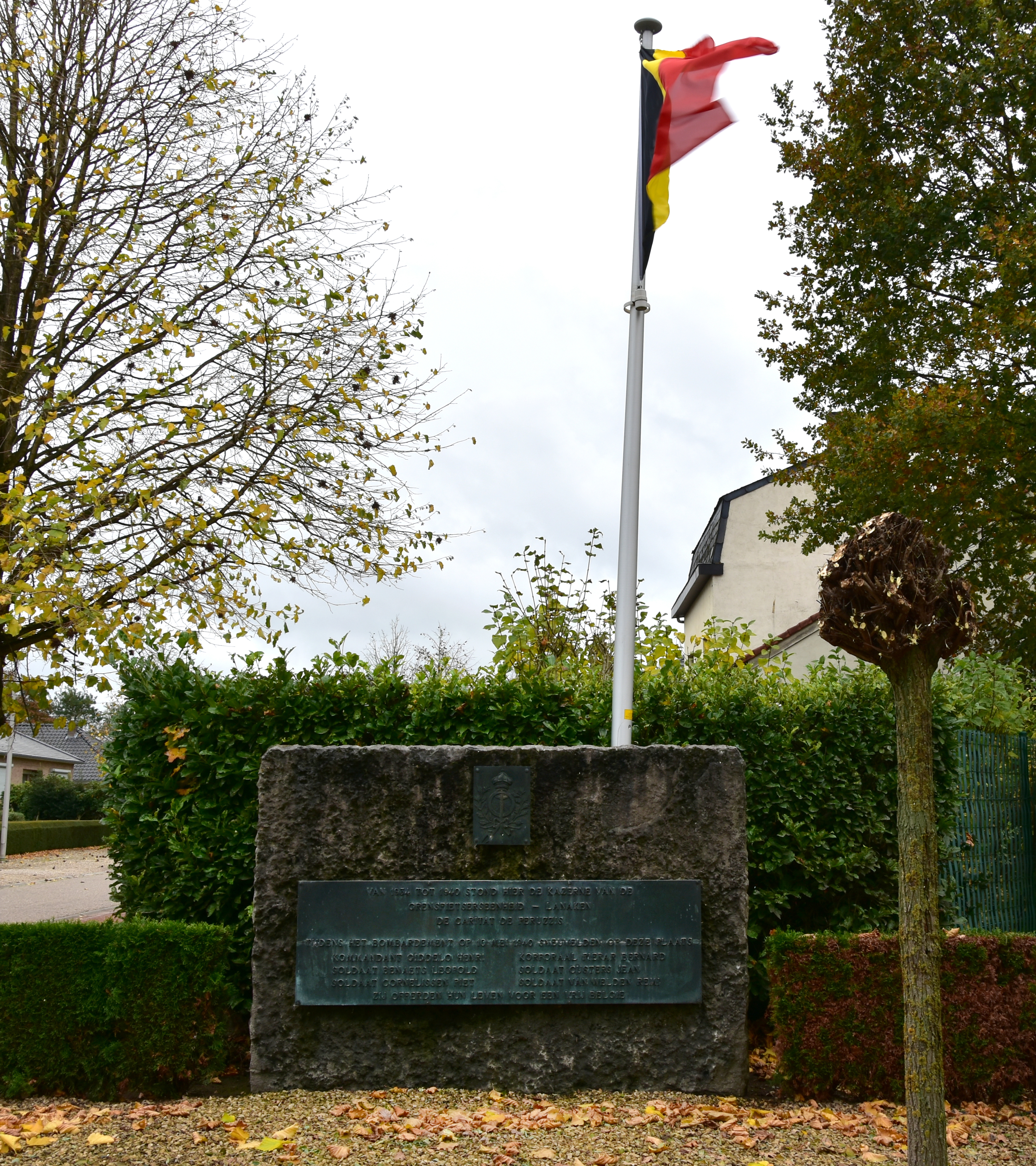
Gedenksteen op de plaats waar de kazerne stond
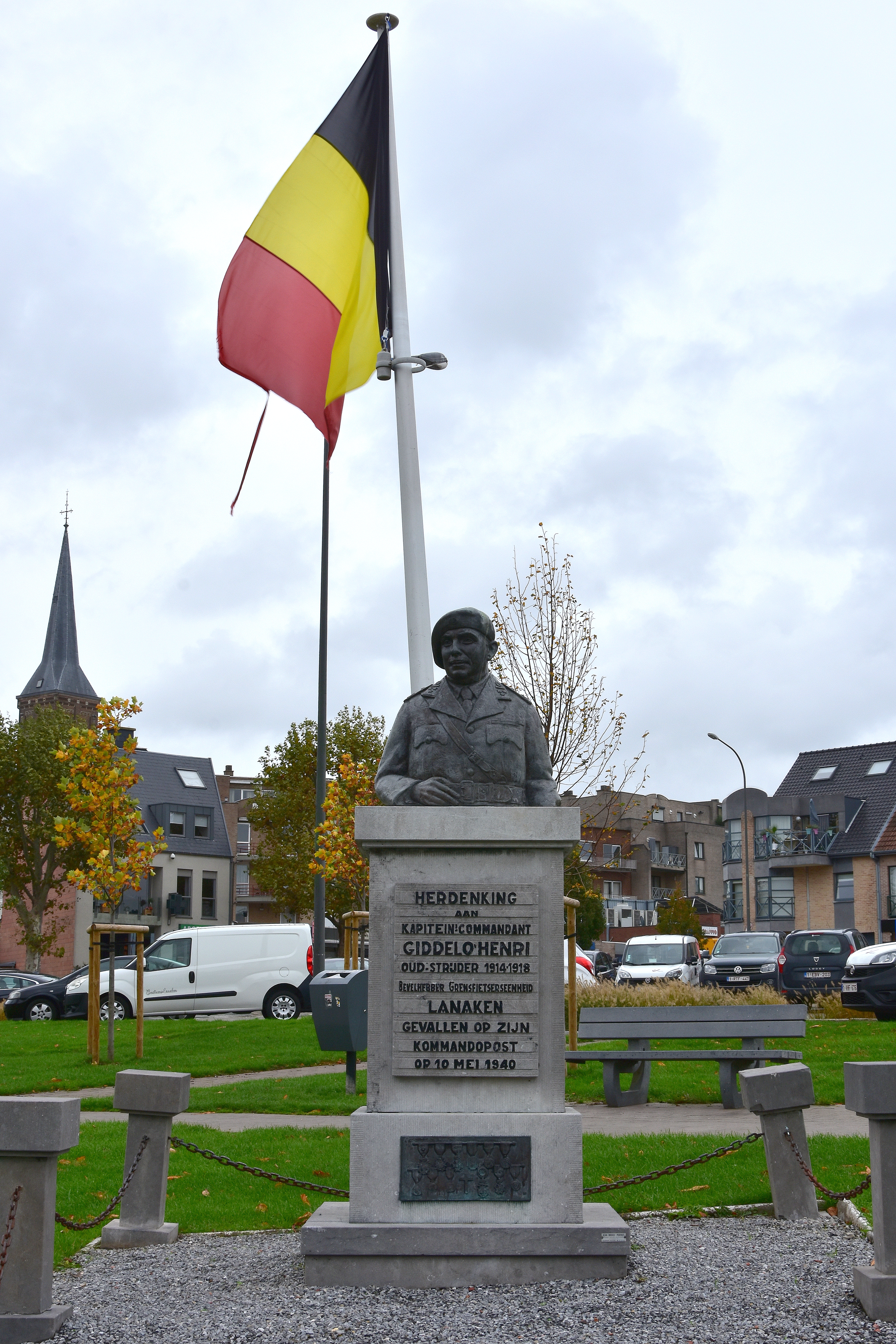
Henri Giddelo's standbeeld te Lanaken